# Ceratapion penetrans wanati
Ceratapion penetrans wanati é uma subespécie de insetos coleópteros polífagos pertencente à família Apionidae.
A autoridade científica da subespécie é Alonso-Zarazaga, tendo sido descrita no ano de 1992.
Trata-se de uma subespécie presente no território português.